# Col dei Bos
Il Col dei Bos (talvolta anche Col dei Bois) è un rilievo montuoso facente parte del gruppo delle Tofane, all'interno delle Dolomiti Ampezzane (catena delle Dolomiti orientali), a ovest di Cortina d'Ampezzo e a nord-est di Livinallongo del Col di Lana.

## Descrizione
Il Col dei Bos (alto 2.559 m s.l.m.) è un monte di modesta dimensione rispetto ai rilievi circostanti, compreso tra il Lagazuoi a ovest, il massiccio delle Tofane a est, l'Alpe di Fanis con l'alta Val Travenanzes a nord e il passo Falzarego a sud.
Il versante settentrionale si presenta piuttosto dolce, digradante verso la Val Travenanzes; il versante meridionale, invece, è pressoché a strapiombo sul sottostante passo Falzarego.
A 2.331 m, si trova la forcella Col dei Bos, uno dei passaggi principali del giro della Tofana di Rozes.

## Storia
Come tutte le montagne di quest'area, il Col dei Bos fu teatro di sanguinosi combattimenti tra italiani e austro-ungarici durante la Grande Guerra del 1915-1918. Ancora oggi, la superficie del versante settentrionale di questo rilievo è costellata di crateri piccoli e grandi, formati cent'anni or sono dalle esplosioni di bombe e granate.